# Nightly build

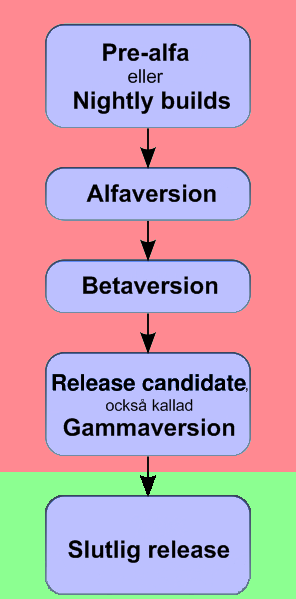
En bild över stegen i programutveckling

Nightly build är en teknik inom agil systemutveckling som innebär att de senaste versionerna av olika samhörande programmoduler automatiskt sätts samman och kompileras under natten.
Arbetssättet innebär att programmerarna börjar sin arbetsdag med att kontrollera att nattens version är fungerande och sedan testar denna samtidigt som de kompletterar/nyutvecklar sina programmoduler.